# Patrick Kühl
Patrick Kühl (n. 26 martie 1968, Güstrow, Republica Democrată Germană, Germania) este un înotător german, medaliat olimpic. A participat la 2 ediții ale Jocurilor Olimpice (1988, 1992) în care a câștigat o medalie de argint.